# Нечаєв Володимир Вікторович
Володимир Вікторович Нечаєв (рос. Владимир Викторович Нечаев; 4 серпня 1950, смт Затока, УРСР — 3 травня 2021, Одеса, Україна) — колишній радянський та український футболіст, захисник, український тренер. Бронзовий призер чемпіонату СРСР (1974). Майстер спорту СРСР (1974).
Освіта вища. Закінчив Одеський педагогічний інститут.

## Кар'єра гравця
Народився в сім'ї військовослужбовця. Почав грати в футбол у 1962 році в групі підготовки одеського СКА і виступав у юнацькій збірній Одеси, в складі якої був помічений тренерами Київського спортінтернату.
У липні 1967 року в Ленінграді в складі збірної УРСР став переможцем Всесоюзної спартакіади школярів, яка входила в програму змагань IV Спартакіади народів СРСР.
Повернувшись до Одеси, в 1968 році став гравцем дублюючого складу «Чорноморця», і в тому ж сезоні дебютував в основному складі «моряків»: 16 листопада в домашньому матчі одеського клубу з мінським «Динамо» замінив на 71-й хвилині Олексія Попічка. Але повноправним гравцем першої команди став лише в 1970 році. 19 вересня перший гол Нечаєва за «Чорноморець» в офіційних матчах допоміг «морякам» здолати в Одесі київське «Динамо».
У 1973 році в складі «Чорноморця» Нечаєв став володарем малих золотих медалей за перемогу в першій лізі і вперше в своїй кар'єрі увійшов до списку 33 найкращих футболістів України (як правий захисник під № 2).
Зоряний сезон в кар'єрі Нечаєва припав на 1974 рік, за підсумками якого захисник став бронзовим призером чемпіонату СРСР і завоював з одеською командою першу в її історії путівку в Кубок УЄФА, не рахуючи двох щорічних призів «Кубок прогресу» і «Справедливої гри». Увійшов Нечаєв і в список 33 найкращих футболістів України (правий захисник, № 3).
17 вересня 1975 року Нечаєв вперше в своїй кар'єрі зіграв в єврокубках і допоміг «Чорноморцю» здобути історичну перемогу над римським «Лаціо», взявши безпосередню участь у взятті воріт італійського клубу.
У 1976 році захисник втретє в своїй кар'єрі був включений у список 33 найкращих футболістів України, але цього разу як кращий правий захисник республіки. У тому ж році Нечаєв був призваний в армію, опинившись у московському ЦСКА, проте вже через півроку був переведений до Одеси, де продовжив службу в одеському СКА.
У 1979 році Нечаєв увійшов до групи футболістів, покликаних відродити ташкентський «Пахтакор», який трагічно розбився в авіакатастрофі над Дніпродзержинськом, за цю команду в чемпіонаті і Кубку СРСР відіграв 30 матчів і забив 4 м'ячі.
Тренерську кар'єру розпочав у Нікополі, де завершив ігрову.
У 2001 році Нечаєв був включений у число найкращих футболістів Одеси XX століття.
13 вересня 2015 року на алеї футбольної слави ФК «Чорноморець» (Одеса) були відкриті дві нові іменні плити, одна з яких присвячена Володимиру Нечаєву.

## Тренерська діяльність
По завершенні ігрової кар'єри з серпня 1983 року допомагав тренувати одеський «Чорноморець». У весняній частині сезону 1985 року тренував «Колос» (Нікополь), після чого увійшов до тренерського штабу «Чорноморця» (Одеса). У червні 1989 року очолив нікопольський «Колос», в якому пропрацював до 1993 року. В сезоні 1994/95 років спочатку допомагав тренувати «Хімік» (Сєвєродонецьк), а потім працював на посаді директора в СК «Одеса». Потім самостійно працював у «Хіміку» (Житомир) та «Трансмаш» (Могильов). Після тренкрської діяльності був селекціонером в російському «Уралані». Згодом знову очолював «Електрометалург-НЗФ». Потім тренував клуби «Олком» (Мелітополь), «Обрій» (Нікополь) та «Енергія» (Южноукраїнськ). На даний час працює в Одесі, в ДЮСШ-5.

## Досягнення

### Командні
- Вища ліга чемпіонату СРСР
  -  Бронзовий призер (1): 1974

- Перша ліга чемпіонату СРСР
  -  Чемпіон (1): 1973
  -  Бронзовий призер (3): 1971, 1972, 1982

- Всесоюзна спартакіада школярів
  -  Бронзовий призер (1): 1967

### Особисті
- Список найкращих футболістів СРСР (3): 1973, 1974, 1976

### Відзнаки
- Майстер спорту СРСР (1974)